# Coppa Italia Lega Nazionale Pallacanestro 2014
La Coppa Italia Lega Nazionale Pallacanestro 2014 (ribattezzata Adecco Cup 2014 per ragioni di sponsorizzazione) è stata organizzata per squadre di Divisione Nazionale A Gold, Divisione Nazionale A Silver, Divisione Nazionale B e Divisione Nazionale C.
La sede delle finali è stata il sistema fieristico della città di Rimini, ove sono stati allestiti due impianti di gioco all'interno di Rimini Fiera. L'intera manifestazione, che ha avuto la denominazione di Rhythm n'Basket (in virtù dell'unione fra pallacanestro ed eventi musicali), si è svolta tra il 7 e il 9 marzo 2014.

## Formula
- Divisione Nazionale A: partecipano alla Final Six le prime quattro squadre classificate al termine del girone d'andata della stagione regolare di DNA Gold e le due squadre con il maggior punteggio in classifica al termine del girone d'andata della stagione regolare di DNA Silver.
- Divisione Nazionale B: si qualificano alla Final Four quattro squadre, ovvero le vincenti degli spareggi disputati fra le prime due classificate al termine del girone d'andata dei quattro gironi di DNB.
- Divisione Nazionale C: si qualificano alla Final Eight le prime classificate dei sette gironi nei quali è suddiviso il campionato di DNC. L'ottava squadra sarà la miglior classificata tra le seconde dei cinque gironi a quattordici squadre. Gli abbinamenti saranno definiti attraverso sorteggio.

## Risultati

### Divisione Nazionale A

#### Final Six
|  | Quarti di finale | Quarti di finale     | Quarti di finale     |                  |               | Semifinali          | Semifinali | Semifinali |  |  | Finale | Finale               | Finale |
|  |                  |                      |                      |                  |               |                     |            |            |  |  |        |                      |        |
|  | 1                | Aquila Basket Trento |                      |                  |               |                     |            |            |  |  |        |                      |        |
|  |                  | bye                  |                      |                  |               |                     |            |            |  |  |        |                      |        |
|  |                  | 1                    | Aquila Basket Trento | 71               |               |                     |            |            |  |  |        |                      |        |
|  |                  |                      |                      | 71               |               |                     |            |            |  |  |        |                      |        |
|  |                  | 5                    | Mobyt Ferrara        | 68               |               |                     |            |            |  |  |        |                      |        |
|  | 4                | 5                    | Mobyt Ferrara        | 68               | Allmag Torino | 87                  |            |            |  |  |        |                      |        |
|  | 4                |                      |                      |                  | Allmag Torino | 87                  |            |            |  |  |        |                      |        |
|  | 5                | Mobyt Ferrara        | 89                   |                  |               |                     |            |            |  |  |        |                      |        |
|  |                  |                      |                      |                  |               |                     |            |            |  |  | 1      | Aquila Basket Trento | 94     |
|  |                  |                      | 2                    | Eurotrend Biella | 100           |                     |            |            |  |  |        |                      |        |
|  | 3                | Upea Capo d'Orlando  | 81                   |                  |               |                     |            |            |  |  |        |                      |        |
|  | 6                | Moncada Agrigento    | 68                   |                  |               |                     |            |            |  |  |        |                      |        |
|  | 6                | Moncada Agrigento    | 68                   |                  | 3             | Upea Capo d'Orlando | 72         |            |  |  |        |                      |        |
|  |                  |                      |                      |                  | 3             | Upea Capo d'Orlando | 72         |            |  |  |        |                      |        |
|  |                  | 2                    | Eurotrend Biella     | 81               |               |                     |            |            |  |  |        |                      |        |
|  |                  | 2                    | Eurotrend Biella     | 81               | bye           |                     |            |            |  |  |        |                      |        |
|  |                  |                      |                      |                  |               |                     |            |            |  |  |        |                      |        |
|  | 2                | Eurotrend Biella     |                      |                  |               |                     |            |            |  |  |        |                      |        |

### Divisione Nazionale B

#### Turno Preliminare
| Squadra 1             | Totale    | Squadra 2          | Andata  | Ritorno   |
| --------------------- | --------- | ------------------ | ------- | --------- |
| GaGà Milano Orzinuovi | 144 – 158 | ORSI Tortona       | 80 - 83 | 64 - 75   |
| Tulipano Bologna      | 123 – 132 | I.dek Legnano      | 64 - 61 | 59 - 71   |
| BCC Agropoli          | 134 – 164 | Benacquista Latina | 69 - 75 | 65 - 89   |
| Amatori Pescara       | 189 – 187 | Givova Scafati     | 88 - 75 | 101 - 112 |

#### Final Four
|  | Semifinali         | Semifinali         | Semifinali    |               |                    | Finale             | Finale | Finale |  |
|  |                    |                    |               |               |                    |                    |        |        |  |
|  | ORSI Tortona       | ORSI Tortona       | 66            |               |                    |                    |        |        |  |
|  | ORSI Tortona       | ORSI Tortona       | 66            |               |                    |                    |        |        |  |
|  | Benacquista Latina | Benacquista Latina | 91            |               |                    |                    |        |        |  |
|  | Benacquista Latina | Benacquista Latina | 91            |               | Benacquista Latina | Benacquista Latina | 71     |        |  |
|  |                    |                    |               |               | Benacquista Latina | Benacquista Latina | 71     |        |  |
|  |                    |                    | I.dek Legnano | I.dek Legnano | 69                 |                    |        |        |  |
|  | I.dek Legnano      | I.dek Legnano      | I.dek Legnano | I.dek Legnano | 69                 | 70                 |        |        |  |
|  | I.dek Legnano      | I.dek Legnano      |               |               |                    |                    |        |        |  |
|  | Amatori Pescara    | Amatori Pescara    | 53            |               |                    |                    |        |        |  |

### Divisione Nazionale C

#### Squadre qualificate
- Gessi Borgosesia (1º Girone A)
- NPC Imola (1º Girone B)
- Gemini Mestre (1º Girone C)
- Valentina's Bottegone (1º Girone D)

- Virtus 2012 Cassino (1º Girone E)
- Globo Allianz Campli (1º Girone F)
- Assitur Catanzaro (1º Girone G)
- LUISS Roma (Miglior 2ª Gironi A-B-C-D-E)

#### Final Eight
|  | Quarti di finale | Quarti di finale      | Quarti di finale      |            |                      | Semifinali | Semifinali | Semifinali |  |  | Finale | Finale        | Finale |
|  |                  |                       |                       |            |                      |            |            |            |  |  |        |               |        |
|  |                  | Globo Allianz Campli  | 77                    |            |                      |            |            |            |  |  |        |               |        |
|  |                  | Gessi Borgosesia      | 71                    |            |                      |            |            |            |  |  |        |               |        |
|  |                  | Gessi Borgosesia      | 71                    |            | Globo Allianz Campli | 82         |            |            |  |  |        |               |        |
|  |                  |                       |                       |            | Globo Allianz Campli | 82         |            |            |  |  |        |               |        |
|  |                  |                       | Valentina's Bottegone | 68         |                      |            |            |            |  |  |        |               |        |
|  |                  | Valentina's Bottegone | Valentina's Bottegone | 68         | 71                   |            |            |            |  |  |        |               |        |
|  |                  | Valentina's Bottegone |                       |            | 71                   |            |            |            |  |  |        |               |        |
|  |                  | Virtus 2012 Cassino   | 70                    |            |                      |            |            |            |  |  |        |               |        |
|  |                  |                       |                       |            |                      |            |            |            |  |  |        | Campli Basket | 63     |
|  |                  |                       |                       | LUISS Roma | 85                   |            |            |            |  |  |        |               |        |
|  |                  | Assitur Catanzaro     | 55                    |            |                      |            |            |            |  |  |        |               |        |
|  |                  | NPC Imola             | 42                    |            |                      |            |            |            |  |  |        |               |        |
|  |                  | NPC Imola             | 42                    |            | Assitur Catanzaro    | 61         |            |            |  |  |        |               |        |
|  |                  |                       |                       |            | Assitur Catanzaro    | 61         |            |            |  |  |        |               |        |
|  |                  |                       | LUISS Roma            | 68         |                      |            |            |            |  |  |        |               |        |
|  |                  | Gemini Mestre         | LUISS Roma            | 68         | 58                   |            |            |            |  |  |        |               |        |
|  |                  | Gemini Mestre         |                       |            | 58                   |            |            |            |  |  |        |               |        |
|  |                  | LUISS Roma            | 75                    |            |                      |            |            |            |  |  |        |               |        |

## Verdetti
- Vincitrice della Coppa Italia di Divisione Nazionale A: Pallacanestro Biella
- Qualificata all'EuroChallenge: Pallacanestro Biella
- Vincitrice della Coppa Italia di Divisione Nazionale B: Latina Basket
- Vincitrice della Coppa Italia di Divisione Nazionale C: LUISS Roma